# Procesinleiding
Procesinleiding is een term die in juli 2016 binnen het Nederlands procesrecht zijn intrede deed met de Wet tot wijziging van het Wetboek van Burgerlijke Rechtsvordering en de Algemene wet bestuursrecht in verband met vereenvoudiging en digitalisering van het procesrecht.
De termen dagvaarding en verzoekschrift hebben daarin plaats gemaakt voor 'procesinleiding'. Met deze term wordt niet meer verwezen naar een handeling, maar naar een document. Dit document kan een vordering (dagvaarding) of een verzoek (verzoekschrift) bevatten. De gegevens die in een procesinleiding verplicht zijn, komen grotendeels overeen met de vereisten die gelden voor een dagvaarding en verzoekschrift.